# Chorizagrotis melania
Chorizagrotis melania är en fjärilsart som beskrevs av Nagano 1918. Chorizagrotis melania ingår i släktet Chorizagrotis och familjen nattflyn. Inga underarter finns listade i Catalogue of Life.